# Rems-Murr-Bühne Leutenbach
Die Rems-Murr-Bühne Leutenbach e. V. (Eigenschreibweise: rems-murr-bühne Leutenbach e. V.) ist ein Amateur-Theaterverein, der seinen Stammsitz in Leutenbach hat und neben Vorstellungen in der Heimatgemeinde mit seinen Inszenierungen auch auf Tournee geht.
Der Verein besteht seit Februar 1981 und verfügt derzeit über etwa 50 Mitglieder. Unter „Amateur-Theater“ versteht die Bühne eine Form des nicht professionellen Theaters (ehrenamtliche Schauspieler), das sich vom Laien-Theater insofern abhebt, als einerseits ein professioneller Regisseur engagiert ist, andererseits so aufwendig inszeniert wird, dass mehrere Vorstellungen im Umland notwendig sind, um die Kosten zu decken. Jedes Jahr im Herbst findet in Leutenbach (Rems-Murr-Halle) die Doppelpremiere des aktuellen Stücks statt. Danach geht die Bühne auf Tournee. Das Ensemble spielte u. a. in Stuttgart, Waiblingen, Backnang, Leonberg, Nürtingen, Winnenden, Welzheim, Bad Buchau, Bad Boll, Eislingen (Fils), Schwieberdingen, Urbach, Remshalden, Weinstadt, Steinheim, Mundelsheim, Winterbach, Erdmannhausen und Cleebronn. 1989 führte die Gruppe den „Entaklemmer“ drei Mal in Ungarn auf.
Seit 1996 prägte die Arbeit zweier Regisseure die Inszenierungen der Gruppe: Monika Hirschle und Volker Jeck.
1998 („Onder Dach ond Fach“) sowie 2001 („Schiller ond a Viertele“) war die rems-murr-bühne sonntagabends im Südwestrundfunk (SWR-Fernsehen) zu sehen. Im April 2010 erhielt die Gruppe den Mundarttheater-Preis des Landes Baden-Württemberg „Oskarle“ (heute: Lamathea) in zwei Kategorien (Beste Mundart-Bühne und Bester Schauspieler).

## Liste der Inszenierungen
- 2018: Wenn i du wär
- 2017: Unkraut
- 2016: Tratsch em Treppenhaus
- 2014: Älles wegem liaba Geld
- 2013: Selbscht ischt dr Mann
- 2012: Altweiberfrühling
- 2011: Gschäftlesmacher
- 2010: Dr verkaufte Großvater
- 2009: Dr zerbroch’ne Krug
- 2008: Arsen ond Spitzahaub
- 2007: Dr letschte Wille
- 2006: Grüßgott, Herr Minischter!
- 2005: ’s elektrische Herz
- 2003: Jedem die Seine
- 2001: Schiller ond a Viertele
- 1999: ’s Konfirmandefescht
- 1997: Onder Dach ond Fach
- 1996: Heilig’s Blitzle
- 1995: Sextett
- 1994: Dr zerbroch’ne Krug
- 1993: Der Reigen
- 1992: Der keusche Lebemann
- 1991: Der Besuch der alten Dame
- 1990: Die Glückskuh & Peep-Show Bieberle
- 1989: Dr Entaklemmer
- 1988: Charly’s Tante
- 1987: Heiko und Julia
- 1986: Das Millionenfeschd
- 1984: Stuttgarter Liebe
- 1985: Dr Entaklemmer
- 1982: Dr Entaklemmer
- 1980: Dr Schaukelstuhl

(Quelle:)